# Stephan Loewentheil
Stephan Loewentheil (* 1950 Brooklyn) je americký antikvář a sběratel vzácných knih a fotografií. Je zakladatelem a prezidentem antikvariátního obchodu se vzácnými knihami a fotografiemi z 19. století, který se nachází v Brooklynu v New Yorku a v Baltimore v Marylandu. Během své kariéry trvající více než tři desetiletí Loewentheil „vynikal… v odkrývání temných bibliografických detailů, které vedly k získání podceňovaných rarit, klíčových dokumentů a raných historických fotografických obrazů.“ Loewentheil byl popsán jako „super-sběratel“ jehož klienty jsou celebrity, hlavy států, američtí prezidenti a některé z nejvýznamnějších institucí a soukromých sběratelů historických knih a fotografií.

## Životopis
Stephan Loewentheil se narodil v Brooklynu v roce 1950 a vyrůstal v New Rochelle v New Yorku, kde navštěvoval střední školu New Rochelle High School. V roce 1968 se zapsal na Washington &amp; Jefferson College, kde absolvoval s vyznamenáním bakalářský titul v oboru historie. V roce 1975 Loewentheil vystudoval právnickou fakultu Cornell University s titulem doktor práv.
Brzy poté se přestěhoval do Baltimoru v Marylandu, kde řídil projekt obnovy a přestavby historické čtvrti. Zbytek volného času a energie věnoval sběru vzácných knih, vášni, kterou se živil od svých pětadvaceti let. Nakonec Loewentheil otevřel knihkupectví v Baltimoru a dal mu název 19th Century Rare Book and Photograph Shop (Obchod se vzácnými knihami a fotografiemi z 19. století).

## Knihy a fotografie

### Bílý dům
V osmdesátých letech minulého století začal Loewentheil díky dobrému vztahu s Josephem Vernerem Reedem juniorem, vedoucím protokolu prezidenta George Bushe prodávat knihy do Bílého domu. Reed navrhl, aby starožitné knihy o americké historii a kultuře byly poskytovány jako oficiální státní dary zahraničním hodnostářům a pomoc se získáváním těchto darů hledal u pana Loewentheila. Po návštěvě sovětského prezidenta Michaila Gorbačova ve Washingtonu v roce 1990, kde podepsal dohodu o chemických zbraních, získal jako dárek originální vydání autora Johna Marshalla biografie George Washingtona z roku 1804. Loewentheil pokračoval v tomto vztahu s Bílým domem také během Obamovy administrativy.

### Akvizice vzácných knih
Loewentheil během své kariéry koupil v aukci několik významných vzácných knih a rukopisů.
V roce 2010 Loewentheil koupil jednu z mála existujících soukromých kopií První folio Williama Shakespeara v aukci Sotheby v Londýně, přičemž jednu z mnoha kopií prvního folia vlastnil již z předchozích let. Předmětem zvláštního zájmu Loewentheila je již dlouhou dobu Charles Darwin, takže v roce 2016 v Sotheby's koupil list originálního Darwinova rukopisu O původu druhů za 250 000 dolarů.
Loewentheil je předním sběratelem a prodejcem knih a rukopisů Edgara Allana Poa. V roce 1991 získal první vydání Poeovy první knihy Tamerlán a jiné básně, jedné z dvanácti dochovaných kopií. V roce 1992 Loewentheil publikoval The Poe Catalogue: A descriptive catalogue of the Stephan Loewentheil collection of Edgar Allan Poe material. V roce 2009 mu byla uděleno čestné členství organizace Poe Studies Association za jeho příspěvky ke výzkumu Poeava díla.

### Judaika
V roce 2015 Loewentheil koupil osmistránkovou knihu Ester z Gutenbergovy bible za 970 000 dolarů v Sotheby's v New Yorku, s cílem zachovat ji spíše jako celek, než prodávat jednotlivé stránky. He also purchased, on behalf of a client, V roce 2015 jménem klienta koupil kompletní sadu Daniel Bomberg Babylonian Talmud za 9,3 milionu dolarů, nejvyšší cenu, jaká kdy byla zaplacena za položku Judaica v aukci.
Loewentheilova osobní sbírka zahrnuje některé z nejstarších dochovaných svitků rukopisu hebrejské Bible včetně nejstaršího svitkového listu Tóry příběhu Exodus, takzvaného „londýnského rukopisu“. Rukopis obsahuje text Exodus 9: 18–13: 2 (sedmé až desáté rány, Pesach a Exodus). Loewentheil zapůjčil rukopis Izraelskému muzeu v roce 2010, kde byl vystaven ve Svatyni knihy spolu s další částí téhož svitku Tóry, rukopisem Ashkar-Gilson, obsahujícím text Exodus 13:19 až 15:27.

### Fotografie

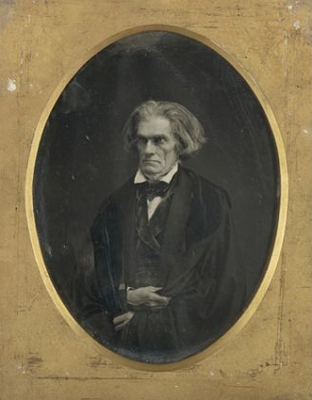
Mathew Brady: John C. Calhoun, 1849, daguerrotypie, kolekce Stephana Loewentheila

Loewentheilova fotografická sbírka je založena na prvních fotografických metodách 19. století jako například daguerreotypie, carte de visite, albuminové tisky nebo kyanotypie. Podobně jako jeho sbírka vzácných knih má i Loewentheilova sbírka fotografií historickou hodnotu, obsahuje mimo jiné vzácné portréty některých nejvýznamnějších Američanů 19. století, jako byli například: John D. Rockefeller, Abraham Lincoln, Clara Barton, nebo John C. Calhoun.
Loewentheil shromáždil mnoho obrázků od raného amerického fotografa Mathewa Bradyho. Bradyho daguerrotypický portrét amerického politika a státního zastánce práv Johna C. Calhouna, jednoho z nejvýznamnějších Loewentheilových nákupů vytvořil nový rekord prodeje Bradyho fotografie za 338 500 dolarů v aukci Sotheby 6. dubna 2011.
Calhounův portrét, spolu se vzácnou fotografií zakladatelky Červeného kříže Clary Bartonové sedící s vojáky, a osobního fotografického alba sestaveného Markem Twainem, byly představeny v roce 2011 na výstavě Cornell University Library Dawn's Early Light: The First 50 Years of American Photography (Dawn's Early Light: Prvních 50 let americké fotografie). Další Bradyho fotografii z antikvářovy sbírky Collected for Burial, pořízené v bitvě u Antietamu, byla v roce 2014 zapůjčena Metropolitnímu muzeu umění pro jejich putovní výstavu Photography and the American Civil War, spolu s Bradyho vlastní studiovou fotografickou kamerou.

## Sbírka historických čínských fotografií

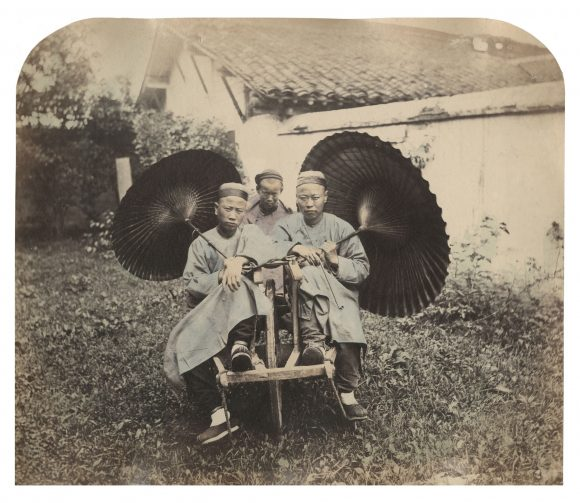
Fotografie číslo 47 ze série Náčrtky čínského života a postavy, Šanghaj, 1860–1870. Originální ručně kolorovaná albuminová fotografie Williama Saunderse, Sbírka historických čínských fotografií Stephana Loewentheila

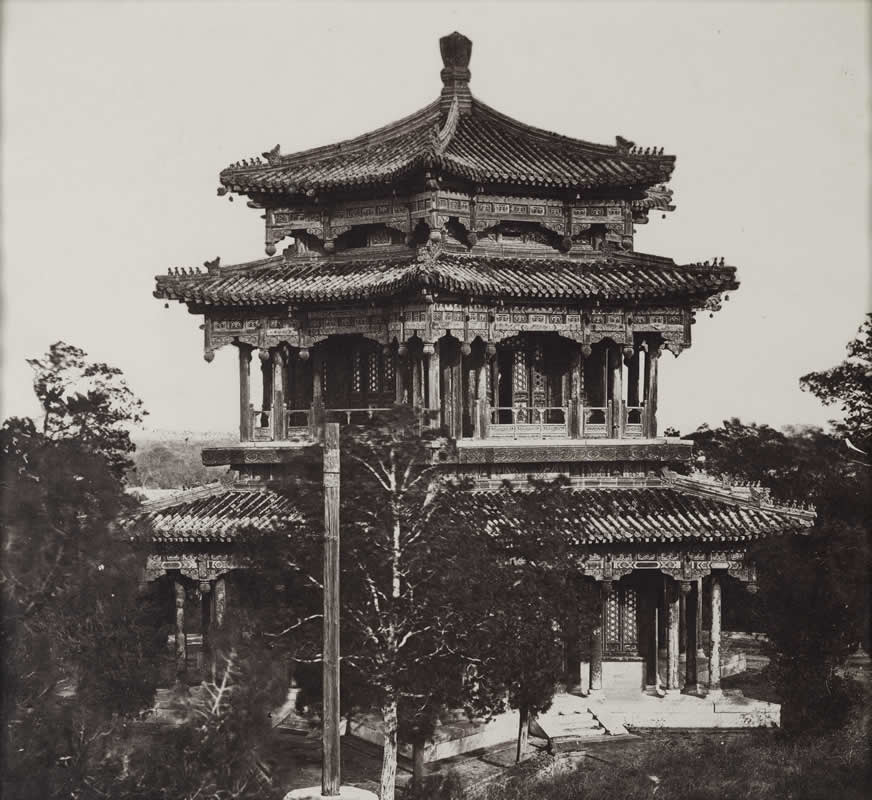
Velký císařský palác před spálením, Peking, 1860. Fotografie Felice Beato, Sbírka historických čínských fotografií Stephana Loewentheila

Sbírka historických čínských fotografií má kořeny v prvních fotografických metodách 19. století jako jsou daguerreotypie, carte de visite, albuminové tisky nebo kyanotypie. Časem získala velkou historickou hodnotu se vzácnými exempláři a je největší soukromou sbírku čínských historických fotografií. Sbírka, kterou China Global Television Network označila za „největší, nejvzácnější a nejcennější svého druhu na světě“. Je neocenitelným pohledem do čínské dynastie Čching v období devatenáctého století, před moderním převratem, který neodvolatelně změnil zemi a její obyvatele. Jedním z vrcholů budování sbírky během tří desetiletí bylo získání alba 56 albumenových tisků Felice Beata, která zahrnovala některé z prvních fotografických obrazů Číny na aukci v Pensylvánii v roce 2014.
Sbírka, čítající více než 15 000 fotografií zahrnuje díla jak zahraničních, tak čínských fotografů, mezi nimi i italského rodáka Felice Beata, britského expatriota Thomase Childa nebo Williama Saunderse, skotského cestovatele a fotografa Johna Thomsona a díla čínských fotografovů Pun Luna, Lai Afonga nebo Tunga Hinga.
Loewentheilova sbírka byla vystavena ve Spojených státech i v dalších zemích. Rozsáhlé sbírky kolekce raných fotografií Pekingu od Thomase Childa byly vystaveny v listopadu 2015 na China Exchange v Londýně a v roce 2016 v galerii Sidney Mishkin na Baruch College v New Yorku. Child, britský plynárenský inženýr poslaný do Pekingu, aby v roce 1870 pracoval pro Imperiální námořní celní službu, během svých cest vytvořil nejucelenější fotografické zobrazení Pekingu 19. století. Výběr 30 fotografií ze sbírky Historická fotografie Číny, včetně vzácného starého letního paláce Felice Beata, pořízeného těsně před jeho zničením anglo-francouzskými jednotkami ve druhé opiové válce byl vystaven jako součást Asia Week v New Yorku v březnu 2017.
Koncem roku 2018 bylo 120 snímků z Loewentheilovy sbírky vystaveno v Pekingu na Univerzitě Čching-chua a stala se jednou z největších výstav fotografií z 19. století v Číně, a během prvních dvou měsíců přilákala 70.000 diváků. Loewentheil to komentoval, že „veřejnost touží po vystavení vizuálního a výtvarného záznamu konzervativní čínské fotografie.„ Su Dan, viceprezident muzea, popsal výstavu jako „nutnou výstavu pro učence, kteří se zajímají o literaturu, historii, folklór a architekturu a jako slavnost historické kultury a umělecké estetiky“ zatímco mladý čínský divák agentuře Sin-chua poznamenal, že „fotografie jsou při přenosu historie silnější a pravdivější než psaná slova. Skrze ně se cítím, jako bych se mohl dotknout historie.“ V rozhovoru s televizí CNN o výstavě Loewentheil vyjádřil podobný sentiment: „fotografie je největším strážcem historie...“
Loewentheil byl publikován a citován na téma rané čínské fotografie.

## Objev a obnova ztracených a odcizených knih
Loewentheil v průběhu své kariéry několikrát pomohl získat zpět ukradené vzácné knihy a artefakty. V roce 1990, byl Loewentheil zapojen do objevu a návratu několika ukradených vydání her Williama Shakespeara z Pensylvánské univerzity. Van Pelt, zaměstnanec knihovny na částečný úvazek, ukradl téměř 120 vzácných knih, včetně několika kvartových vydání Shakespearových her, inkunábuli Dantovy Božské komedie, prvního vydání Common Sense Thomase Paina a mnoha dalších. Loewentheil narazil na knihy v Bauman Rare Books ve Philadelphii, kde vzbudily jeho podezření, že by mohly být ukradené. Poté, co prozkoumal jejich původ, zjistil, že byly (jsou) ve vlastnictví Pensylvánské univerzity, a kontaktoval FBI, což vedlo k zatčení zlodějů a návratu knih do Van Peltovy knihovny.
V roce 2013 Loewentheil vrátil dvě vzácné knihy o raném americkém průzkumu a cestování, které byly v 90. letech ukradeny ve Švédské národní knihovně. Krádež byla odhalena až v roce 2004, kdy čtenář knihovny požádal o nahlédnutí do vzácné mapy řeky Mississippi, o které se zjistilo, že chybí. Brzy poté byl zatčen zaměstnanec knihovny Anders Burius a z celé situace se stal mezinárodně populární případ. Další vyšetřování odhalilo, že Burius v letech 1995 až 2004 z knihovny ukradl desítky knih, včetně prvního vydání Hobbesova Leviathana z roku 1651 nebo sbírky sonetů Johna Donna z roku 1633. Bohužel, záchranu těchto svazků znemožnila Buriusova sebevražda pět dní po jeho zatčení.
Několik let před zjištěním krádeže Loewentheil nevědomky získal dva zcizené svazky ze Švédské národní knihovny – ilustrovaný text řeky Mississippi z 19. století a francouzskou knihu ze 17. století o Louisianě od Louise Hennepina, v aukci Ketterer Kunst v Německu a poté je v roce 1998 prodal klientovi. Loewentheil se o jejich krádeži dozvěděl až o čtrnáct let později, když byla v New Yorku nabídnuta k prodeji ukradená kopie Atlasu Wytfliet z roku 1597, což přimělo Královskou knihovnu, aby konečně vydala seznam chybějících knih. Loewentheil se okamžitě pustil do pátrání po knihách, aby je vykoupil zpět a daroval je Královské knihovně, což se mu podařilo v roce 2013.
Některé z návratů odcizených knih a artefaktů, které Loewentheil sjednal, zůstaly bez povšimnutí, protože viktimizované instituce odmítly krádež ohlásit veřejně.
Loewentheil aktivně odsuzuje krádeže a podvody v antikvárním knižním průmyslu a na toto téma přednášel na konferencích (včetně „Písemného dědictví lidstva v ohrožení“ v Britské knihovně v roce 2015) a napsal řadu článků.

## Ekologické a košer zemědělství
Loewentheil vlastní a provozuje ekologickou farmu v oblasti Catskills v Upstate v New Yorku. Tam pěstuje bioprodukty a ovoce a chová skot, ovce, krůty a kuřata. Zvířata jsou košer zpracovány rituální porážkou šchita. Statek byl založen na základě Loewentheilovy touhy dávat jídlo své rodině a přátelům, za které byl „osobně zodpovědný“ a pokračovat ve stále více ohrožených tradicích židovských náboženských předpisů. Loewentheilova farma odráží jeho víru v nutnost mít odpovědnost za naše jídlo ve světě, kterému dominuje zemědělské podnikání. To je v souladu s hnutím Eco-Kosher, rostoucí filosofií farmy, která se snaží spojit tradiční židovské stravovací zákony s moderními sociálně-environmentálními zájmy ve snaze podpořit udržitelné zemědělství a maso nejvyšší kvality.

## Filantropie

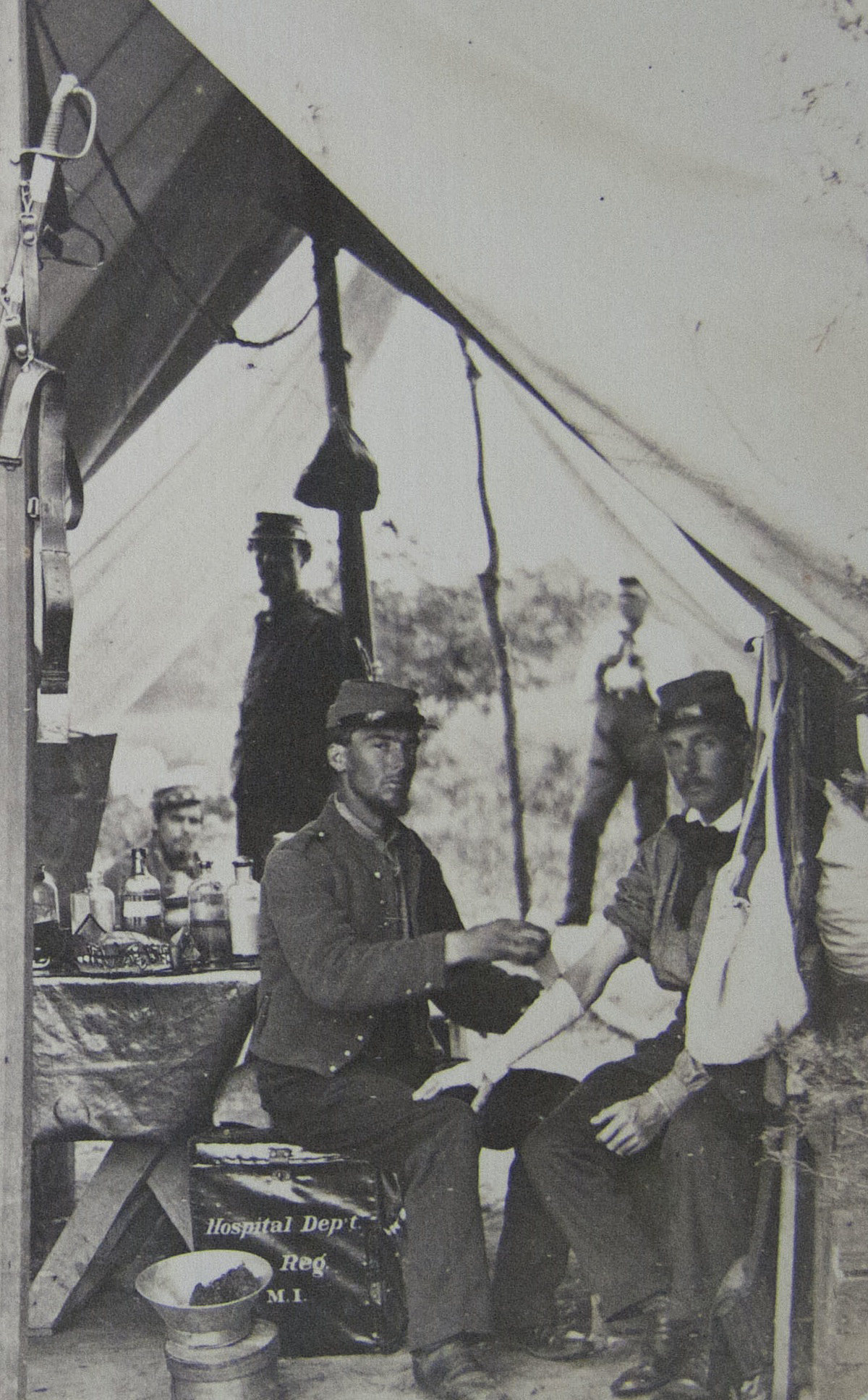
Z fotografické sbírky občanské války, Louise Philippe d'Orleans Comte de Paris. asi 1862 – Sbírka rodinné fotografie Beth a Stephana Loewentheilových, Cornellova univerzita

Loewentheil udržoval úzký vztah se svou alma mater, Cornellovou univerzitou a prostřednictvím několika darů založil sbírku rodinných fotografií Beth a Stephan Loewentheil, která je vrcholem sbírky uměleckých fotografií v Cornellově knihovně. Loewentheilova sbírka obsahuje více než 16.000 obrazů, „zahrnuje 19. a 20. století a fotografie jsou rozdělené do několika hlavních skupin: Daguerrova efeméra a rané fotografické procesy, Afroamercká sbírka, Mathew Brady a občanská válka, Lincoln, Američtí indiáni a divoký západ, ručně kolorované fotografie a carte de visitie„. V roce 2014 daroval Loewentheil vzácné fotografické album z Americké občanské války, obsahující 265 fotografií od známého fotografa občanské války Mathew Brady a jeho kolegů, univerzitní Cornellově knihovně, kde bylo oslavováno jako osmimiliontý svazek knihovny.
Fotografie ze sbírky byly představeny na výstavách v Cornellově knihovně  Dawn’s Early Light: The First 50 Years of American Photography (Dawn's Early Light: Prvních 50 let americké fotografie) a The Lincoln Presidency: The Last Full Measure of Devotion (Lincoln prezidentem: Poslední plná míra oddanosti). U příležitosti odchodu do důchodu knihovnice Anny Kenneyové po třiceti letech v univerzitní knihovně na Cornellově univerzitě daroval Loewentheil knihovně na počest této knihovnice unikátní fotografii Abrahama Lincolna od Alexandra Gardnera.

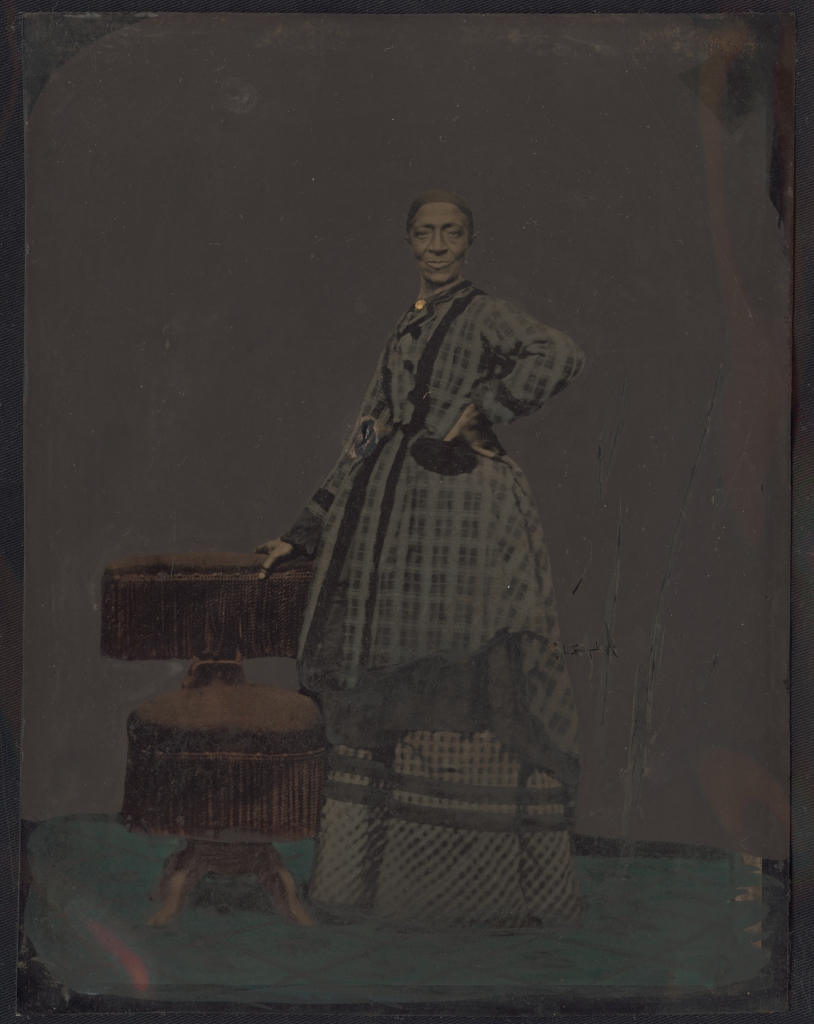
Ručně kolorovaná ferrotypie afroamerické ženy; verso uvádí: “Marguerite, bývalá otrokyně„, asi 1880, Kolekce rodinných fotografií Bethy a Stephana Loewentheilových, Cornellova univerzita

V roce 2012 Loewentheil založil Sbírku Loewentheilových fotografií Afroameričanů: série 645 fotografií zobrazujících život Afroameričanů od roku 1860 do roku 1970, která je umístěna v Cornellově knihovně. Sbírka, která se zaměřuje na představy o každodenním africko-americkém životě a zahrnuje carte de visite, stereopohlednice, ručně kolorované tferrotypie, kyanotypie a daguerrotypie byla plně digitalizována v únoru 2017 a je k dispozici k nahlédnutí v celém rozsahu na webových stránkách knihovny.
Loewentheil je členem správní rady své alma mater, Washington & Jefferson College.
Loewentheil je více než deset let podporovatelem Newyorské veřejné knihovny a každoroční ceny knihovny Young Lions Fiction Award. Od svého založení v roce 2001 sepravidelně uděluje cena, kterou každé jaro získá autor do 35 let za román nebo sbírku povídek. Ocenění získali spisovatelé jako například: Molly Antopol, Karen Russell, Jonathan Safran Foer nebo Uzodinma Iweala. Mezi další sponozory nadační ceny patří Ethan Hawke, Russell Abrams nebo Rick Moody.

## Osobní život
Rodinný stav Stephana Loewentheila je svobodný. Má tři děti: Nate, Kara a Jacob. Loewentheilův nejstarší syn Nate pracoval v Bílém domě jako zvláštní asistent Baracka Obamy a kandidoval ve volbách v roce 2018 do Marylandského parlamentu. Jeho dcera Kara je certifikovanou trenérkou Life Coach a hostitelkou podcastu UnF*ck Your Brain, který byl od svého uvedení v roce 2017 stažen více než 3,5 milionkrát. Jacob, jeho nejmladší syn, je uznávaný spisovatel a antikvář, který v roce 2016 vydal The Psychological Portrait: Marcel Sternberger's Revelations in Photography (Psychologický portrét: Odhalení Marcela Sternbergera ve fotografii), o životě a umění portrétního maďarsko-amerického fotografa Marcela Sternbergera.